# Ebreichsdorf
Ebreichsdorf là một thị trấn ở huyện Baden trong bang Niederösterreich ở nước Áo. Đô thị này có diện tích 43,22 km², dân số năm 2001 là 9314 người.